# 史豐收速算法
史豐收速算法由中國數學家史豐收發明，是一種不用計算工具的速算法，亦能應用在多種算術運算中。

## 特點
- 不用計算工具
- 由高位算起（左至右）
- 可運用於四則（加、減、乘、除）、平方、平方根、三角函數及對數[1]

## 相關事件
2002年8月21日，香港11歲男童林以軒使用史豐收速算法以18.8秒成功打破一個印度人22年前創下的19.2秒，刷新健力士世界紀錄。

## 外部連結
- 史豐收速算法研究推廣中心（页面存档备份，存于）
- 史豐收速演法國際研究與培訓中心